# Microtus kirgisorum
Microtus kirgisorum é uma espécie de roedor da família Cricetidae.
Pode ser encontrada nos seguintes países: Afeganistão, Cazaquistão, Quirguistão, Tadjiquistão e Turquemenistão.